# Million Voices
Million Voices ist ein Lied des schwedischen Musikproduzenten Otto Knows.

## Veröffentlichung
Das Lied wurde erstmals als sogenannter „Original Mix“ am 8. Februar 2012 als Single veröffentlicht. Die Single erschien als Einzeltrack zum Download und Streaming durch Refune- und Mercury Records. Im Laufe des Jahres erschienen weitere Singleausführungen.

## Komposition
Die Komposition umfasst 126 Beats per minute und wurde in As-Dur verfasst. Der Radio Edit hat eine Länge von drei Minuten und elf Sekunden, während die ungekürzte Original-Version eine Länge von fünf Minuten und 57 Sekunden aufweist. Million Voices sampelt den Kinderchor am Anfang des gleichnamigen Liedes von Wyclef Jean.

## Kommerzieller Erfolg

### Chartplatzierungen
| ChartsChartplatzierungen       | Höchstplatzierung | Wochen |
| ------------------------------ | ----------------- | ------ |
| Deutschland (GfK)              | 20 (24 Wo.)       | 24     |
| Österreich (Ö3)                | 14 (18 Wo.)       | 18     |
| Schweiz (IFPI)                 | 19 (13 Wo.)       | 13     |
| Vereinigte Staaten (Billboard) | 39 (16 Wo.)       | 16     |
| Vereinigtes Königreich (OCC)   | 14 (36 Wo.)       | 36     |

### Auszeichnungen für Musikverkäufe
| Land/Region                  | Auszeichnungen für Musikverkäufe (Land/Region, Auszeichnung, Verkäufe) | Verkäufe  |
| ---------------------------- | ---------------------------------------------------------------------- | --------- |
| Australien (ARIA)            | Gold                                                                   | 35.000    |
| Belgien (BRMA)               | Gold                                                                   | 15.000    |
| Brasilien (PMB)              | Gold                                                                   | 30.000    |
| Deutschland (BVMI)           | Platin                                                                 | 300.000   |
| Schweden (IFPI)              | Platin                                                                 | 40.000    |
| Vereinigtes Königreich (BPI) | Platin                                                                 | 600.000   |
| Insgesamt                    | 3× Gold · 3× Platin ·                                                  | 1.020.000 |